# Roger Blanpain
Roger Blanpain (Geraardsbergen, 5 november 1932 – Leuven, 11 oktober 2016) was Belgisch professor arbeidsrecht aan de Katholieke Universiteit Leuven en aan de Universiteit Tilburg. Hij was ook een korte tijd senator.

## Biografie
Hij volgde klassieke humaniora aan het Sint-Catharinacollege in Geraardsbergen, promoveerde in 1956 tot doctor in de rechten aan de Katholieke Universiteit Leuven en behaalde in 1957 de titel Master of Arts aan de Columbia University in New York. Hij bouwde een academische carrière uit. In 1958 werd hij assistent aan de Katholieke Universiteit Leuven en in 1961 werd hij er docent. In 1967 werd hij gewoon hoogleraar aan de faculteit rechtsgeleerdheid van de Katholieke Universiteit Leuven, waar hij de leerstoel arbeidsrecht bekleedde. Ook was hij van 1983 tot 1987 decaan van de Faculteit Rechtsgeleerdheid aan de KU Leuven. Hij doceerde aan universiteiten in Duitsland, Amerika, Frankrijk en Japan. Na in Leuven in 1998 het emeritaat te hebben bereikt, doceerde hij nog enkele jaren aan de Tilburg University. Ook werkte hij mee aan heel wat juridische publicaties en periodieken.
Blanpain kwam in contact met de Vlaamse Beweging als groepsleider van het Vlaams Verbond van Katholieke Scouts in Geraardsbergen. Hij schreef de tekst van het taaldecreet van 19 juli 1973 betreffende de vernederlandsing in het bedrijfsleven. Van eind 1987 tot juli 1989 zetelde hij voor de Volksunie voor het arrondissement Leuven in de Belgische Senaat. In de periode februari 1988-juli 1989 had hij als gevolg van het toen bestaande dubbelmandaat ook zitting in de Vlaamse Raad. De Vlaamse Raad was vanaf 21 oktober 1980 de opvolger van de Cultuurraad voor de Nederlandse Cultuurgemeenschap, die op 7 december 1971 werd geïnstalleerd, en was de voorloper van het huidige Vlaams Parlement.
Hij was voorzitter van de VRG-alumni, de Alumnivereniging van het Vlaams Rechtsgenootschap, en van VEWA, de Vereniging van Educatieve en Wetenschappelijke Auteurs. Hij was ook General Editor van de International Encyclopaedia of Laws en editor van de reeks Labour Law and Industrial Relations. Blanpain behoorde tot de stichters en was voorzitter van de International Society of Labour and Social Security Law en van de International Industrial Relations Association (later International Labour and Employment Relations Association (ILERA) genaamd). Hij was ook editor van de Bulletin of Comparative Labour Relations, dat deel uitmaakt van de International Association of Labour Law Journals.
Daarnaast voerde hij in tal van maatschappelijke debatten het woord. Zo pleitte hij onder meer voor een algemeen rookverbod in de horeca. Hij werd een specialist van de juridische problematiek in sportzaken (Bosman case) en voerde strijd voor de gelijkschakeling van het arbeiders- en bediendenstatuut.
Hij werd geassocieerd lid van de Koninklijke Vlaamse Academie van België voor Wetenschappen en Kunsten in 1992 en werd gewoon lid in 1996. Hij nam het erelidmaatschap op in 2007.
In de jaren 80 gaf hij gastcolleges arbeidsrecht aan het Europacollege voor het Algemeen Bestuur voor Ontwikkelingssamenwerking.

## Publicaties
De volledige lijst van publicaties door Roger Blanpain behelst honderden bijdragen in gespecialiseerde tijdschriften. Daarnaast publiceerde hij standaardwerken, overzichtswerken en handboeken over arbeidsrecht.
- De collectieve arbeidsovereenkomst in de bedrijfstak naar Belgisch recht, Leuven, Universitaire Boekhandel Uystpruyst, 1961.
- La convention collective de travail au niveau de la branche d'activité en droit belge, Leuven, Uystpruyst, 1964.
- De arbeidsovereenkomst op proef voor bedienden, Amsterdam/Antwerpen, Standaard Boekhandel, 1964.
- De syndicale vrijheid in België, Antwerpen, Standaard-boekhandel, 1964.
- Collectieve arbeidsovereenkomst en vredesplicht, Belgisch Interuniversitair Centrum voor Sociaal Recht, 1964.
- Arbeidsduur. Zondagsrust. Arbeidsreglement, Bescherming van het loon, Leuven, Boekhandel Wouters, 1965.
- Arbeidsrecht. Wetgeving. Delen 1 en 2, Leuven, Universitaire boekhandel, 1965.
- Sportwetgeving, Gent, Story Scientia, 1966.
- Arbeidsverhoudingen in de welvaartstaat, Gent, Story-Scientia, 1967.
- Syndicale afvaardiging, Delen I, II, III, Gent, Story-Scientia, 1967.
- Handboek van het Belgisch Arbeidsrecht. I.Collectief Arbeidsrecht, Gent, Story-Scientia, 1968.
- De wet op de arbeidsovereenkomsten, Kluwer, Reeks Sociaal Recht - 1, Antwerpen, 1978.
- (als 'general editor') International Encyclopaedia of Laws, Kluwer, 1991.
- Labour Relations, in: Belgium and EC Membership Evaluated, Pinter Publishers, 1992 (editor: M.A.G. van Meerhaeghe).
- De Collectieve Arbeidsovereenkomst, Die Keure, Brugge, 2011.
- Het Taalgebruik voor de Arbeidsverhoudingen, Die Keure, Brugge, 2011.
- Arbeidsmarktrecht, 4de uitgave, Brugge, Die Keure, 2011.
- Europees Arbeidsrecht, Uitgeverij Die Keure, Brugge, 2012, 11de herwerkte uitgave.
- European Labour Law, 14th ed. IELaws, Kluwer, 2013.
- Labour Law In Belgium, 6th edit., Alphen aan den Rijn, Kluwer Law International, 2014.
- The use of languages in employment relations, in: Bulletin of Comparative labour Relations, Wolters Kluwer, nr. 87, 2014.

## Memoires
- Wat kan ik voor u doen?, memoires, Brugge, Vandenbroele, 2008.
- What can I do for you?, memoirs, Brugge, Vandenbroele, 2009.